# Epidendrum oaxacanum
Epidendrum oaxacanum là một loài thực vật có hoa trong họ Lan. Loài này được Rolfe mô tả khoa học đầu tiên năm 1904.